# Hendrik Van Crombrugge
Hendrik Van Crombrugge (Leuven, 30 de abril de 1993) es un futbolista belga que juega en la demarcación de portero para el K. R. C. Genk de la Primera División de Bélgica.

## Biografía
Tras empezar a formarse como futbolista con el Standard de Lieja, en 2011 se marchó al Sint-Truidense en la temporada 2011-12, haciendo su debut en su único partido con el club el 9 de septiembre de 2011 en la sexta jornada de la Primera División de Bélgica contra el K. R. C. Genk, encuentro que finalizó con un resultado de 3-4 a favor del conjunto de Genk. En julio de 2013 se marchó al K. A. S. Eupen. Tras seis años en el club se fue traspasado al R. S. C. Anderlecht por dos millones de euros.
Con el equipo malva jugó 120 partidos antes de fichar en julio de 2023 por el K. R. C. Genk.

## Selección nacional
Tras haber sido internacional en categorías inferiores, el 8 de octubre de 2020 debutó con la selección absoluta de Bélgica en un amistoso ante Costa de Marfil que finalizó en empate a uno.

## Clubes
| Club                | País    | Año       | Partidos | Goles |
| ------------------- | ------- | --------- | -------- | ----- |
| Sint-Truidense      | Bélgica | 2011-2013 | 1        | 0     |
| K. A. S. Eupen      | Bélgica | 2013-2019 | 184      | 0     |
| R. S. C. Anderlecht | Bélgica | 2019-2023 | 120      | 0     |
| K. R. C. Genk       | Bélgica | 2023-     | 23       | 0     |